# Tony Vidmar
Antony Vidmar (Adelaida, Australia Meridional; 4 de julio de 1970), más conocido como Tony Vidmar, es un exfutbolista y entrenador australiano. Jugaba de defensor y fue un miembro importante de la selección de fútbol de su país en los años 1990, participando de las Olimpiadas de 1992 y siendo uno de los jugadores con más partidos jugados con la selección absoluta. Su hermano, Aurelio Vidmar, también fue jugador y actualmente es asistente técnico de la selección nacional.

## Trayectoria
Su mayor impacto en el fútbol de clubes lo tuvo con el Rangers de Escocia, con quienes jugó más de 150 partidos y ganó la Liga Premier de Escocia en dos ocasiones, la Copa de la Liga de Escocia dos veces y la Copa de Escocia en tres oportunidades. Su gol frente al Parma en un partido por la ronda clasificatoria de Liga de Campeones de la UEFA lo afianzó en el floclor de los Rangers. Dejó el club en 2002 y se unió al Middlesbrough como agente libre.
Luego fichó con el equipo galés Cardiff City como agente libre en 2003. Vidmar rápidamente se convirtió en un favorito de la hinchada en Cardiff y jugó en 73 partidos para el club antes de dejarlo en 2005 y volver a fichar con el NAC Breda de los Países Bajos, el equipo que había dejado para unirse al Rangers.

## Selección nacional
Luego de ser muy criticado por ser uno de los puntos más débiles en la defensa australiana bajo Frank Farina, su desempeño bajo Guus Hiddink mejoró enormemente, culminando en una excelente actuación en el partido de vuelta por el repechaje para la Copa del Mundo ante Uruguay. Vidmar incluso se ofreció a tomar el penal por su compañero Mark Bresciano (luego de que éste haya sido reemplazado con una lesión). Su penal fue convertido exitosamente, dándole a Australia una ventaja de 3-1, y posteriormente ganarían la definición 4-2.
El 9 de mayo de 2006 Vidmar anunció que se retiraría de la selección para la Copa del Mundo en ese año por razones médicas, específicamente un ritmo cardiaco irregular. Los doctores descubrieron que esta irregularidad se debía a un cuágulo de sangre en su arteria coronaria izquierda. Luego de una operación en Londres, Vidmar recibió la luz verde para continuar su carrera futbolística. Vidmar anunció su retiro de la selección luego de un amistoso frente a Paraguay el 7 de octubre de 2006, en el que Australia empató 1-1.